# 10218 Bierstadt
10218 Bierstadt este un asteroid din centura principală de asteroizi.

## Descriere
10218 Bierstadt este un asteroid din centura principală de asteroizi. A fost descoperit pe 29 septembrie 1997 la Kitt Peak National Observatory în cadrul proiectului Spacewatch. Asteroidul prezintă o orbită caracterizată de o semiaxă mare de 2,40 ua, o excentricitate de 0,16 și o înclinație de 3,2° în raport cu ecliptica.